# Jan Gałuszkiewicz

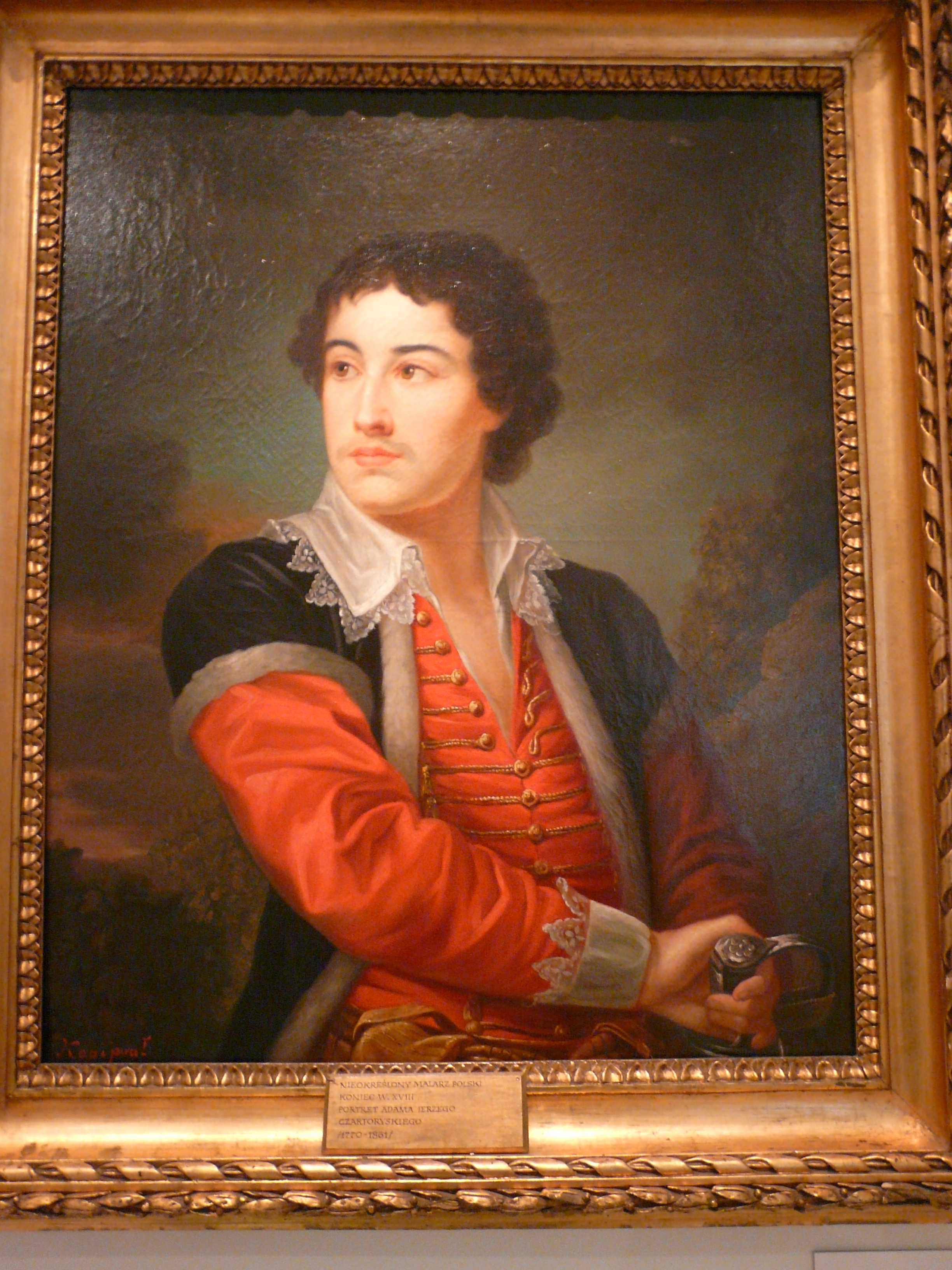
Portret Adama Jerzego Czartoryskiego w wieku 18 lat. Jan Gałuszkiewicz (1867)

Jan Gałuszkiewicz (ur. 1823, zm. 11 grudnia 1896 w Krakowie) – polski malarz (kopista obrazów) czynny w okresie od lat 60. XIX wieku do 1896 roku. 
Pochodził ze wsi Kraszcze w pow. wieluńskim. W 1848 zbiegł za granicę do Francji i wstąpił do Towarzystwa Demokratycznego Polskiego w Nancy, w związku z czym na posiedzeniu Rady Administracyjnej Królestwa Polskiego 16/28 X 1853 uznany został za „wychodźcę politycznego”. Spędził kilkanaście lat w Paryżu, później wrócił do Krakowa.
Portret Adama Jerzego Czartoryskiego, pędzla Jana Gałuszkiewicza znajduje się w zbiorach Muzeum Książąt Czartoryskich w Krakowie (nr inw. XII-428).